# Liste de points extrêmes de l'Afghanistan

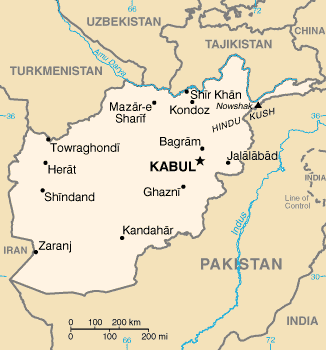
Carte de l'Afghanistan

Cet article liste les points extrêmes de l'Afghanistan.
Les frontières de l'Afghanistan n'ont pas été fixées avant la fin du XIXe siècle.

## Latitude et longitude
- Point le plus au nord : Frontière avec le Tadjikistan 38° 29′ 24″ N, 70° 59′ 21″ E Rive gauche de la rivière Pyandzh
- Point le plus au sud : Frontière avec le Pakistan 29° 22′ 42″ N, 64° 07′ 29″ E
- Point le plus à l'est : Frontière avec la Chine près du Col Wakhjir 37° 14′ 03″ N, 74° 53′ 23″ E
- Point le plus à l'ouest : Frontière avec l'Iran 34° 04′ 30″ N, 60° 31′ 04″ E

## Altitude
- Point culminant : Nowshak 7 492 m [2]
- Point le plus bas : Amu Darya 258 m